# Альбессен
Альбессен (нім. Albessen) — громада в Німеччині, розташована в землі Рейнланд-Пфальц. Входить до складу району Кузель. Складова частина об'єднання громад Кузель.
Площа — 4,43 км2. Населення становить 137 ос. (станом на 31 грудня 2020).